# 804 Azerski Batalion Piechoty
804 Azerski Batalion Piechoty „Asłan” (niem. Aserbeidschanische Infanterie-Bataillon 804) – kolaboracyjny oddział wojskowy Wehrmachtu złożony z Azerów podczas II wojny światowej.

## Historia
Został sformowany na początku lipca 1942 r. w Jedlni jako część Legionu Azerbejdżańskiego. Początkowo występował pod nazwą 804 Kaukasko-Muzułmańskiego Batalionu Piechoty, ale już pod koniec lipca został przemianowany. Batalion liczył 963 Azerów i 40 Niemców. Pod koniec września przerzucono go na front do północnego Kaukazu, gdzie został podporządkowany niemieckiej 4 Dywizji Górskiej w składzie 17 Armii Grupy Armii A. Od 10 października dowodził nim mjr Kurt Gloger. Funkcję azerbejdżańskiego zastępcy pełnił Abo Fatalibej. Azerowie nacierali wraz z wojskami niemieckimi w kierunku na Kutaisi-Zugdidi-Suchumi-Tbilisi. Do ich zadań należało zabezpieczanie tyłów 4 Dywizji Górskiej, w tym zwalczanie partyzantów. Na przełomie 1942 i 1943 r., z powodu kontrofensywy sowieckiej, batalion wycofał się z północnego Kaukazu na Półwysep Kerczeński na Krymie. Wielu Azerów zostało odznaczonych medalami. Abo Fatalibej został awansowany do stopnia majora i otrzymał Żelazny Krzyż 2 klasy. 10 marca 1943 r. dowództwo batalionu objął kpt. Haverland. 
Na Krymie uaktywniła się wśród żołnierzy batalionu konspiracyjna grupa antyniemiecka, która nawiązała kontakt z miejscowymi partyzantami. Niemcy ją wykryli, po czym rozstrzelali 8 Azerów. Jednakże około 60 żołnierzy zbiegło do partyzantki. W odpowiedzi batalion został rozwiązany, a część żołnierzy aresztowana i wysłana do obozów koncentracyjnych. Następnie batalion został odtworzony. W lutym 1944 r. wszedł w skład 2 Pułku Freiwilligen-Stamm Division, stacjonującego w południowej Francji.